# Dol pri Stopercah
Dol pri Stopercah je naselje občine Majšperk, na severovzhodu Slovenije. Ustanovljeno je bilo leta 1974 iz dela ozemlja naselja Sitež.  Nahaja se v Halozah, ter spada pod Štajersko pokrajino in Podravsko regijo. Leta 2015 je imelo 33 prebivalcev. Je majhno naselje na južnem pobočju Jelovca, V katerem so kmetje usmerjeni v živinorejo in gozdarstvom.    